# ایول کنیول
ایول کنیول (انگلیسی: Evel Knievel; ۱۷ اکتبر ۱۹۳۸ – ۳۰ نوامبر ۲۰۰۷) بدل‌کار و بازیگر اهل ایالات متحده آمریکا بود.